# La cena
La cena is een Italiaanse filmkomedie uit 1998 onder regie van Ettore Scola.

## Verhaal
Flora is de eigenares van een restaurant. Als gastvrouw leidt ze de klanten naar hun tafel. Tijdens haar werk luistert ze naar de liefdesverhalen van de klanten en het personeel.

## Rolverdeling
| Acteur                | Personage  |
| --------------------- | ---------- |
| Fanny Ardant          | Flora      |
| Antonio Catania       | Adam       |
| Francesca d'Aloja     | Alessandra |
| Riccardo Garrone      | Diomede    |
| Vittorio Gassman      | Pezzullo   |
| Giancarlo Giannini    | Professor  |
| Marie Gillain         | Studente   |
| Nello Mascia          | Menghini   |
| Adalberto Maria Merli | Bricco     |
| Carrado Olmi          | Arturo     |
| Eros Pagni            | Duilio     |
| Daniela Poggi         |            |
| Rolando Ravello       |            |
| Stefania Sandrelli    | Isabella   |
| Stefano Antonucci     |            |
| Venantino Venantini   |            |